# Anton Brehme

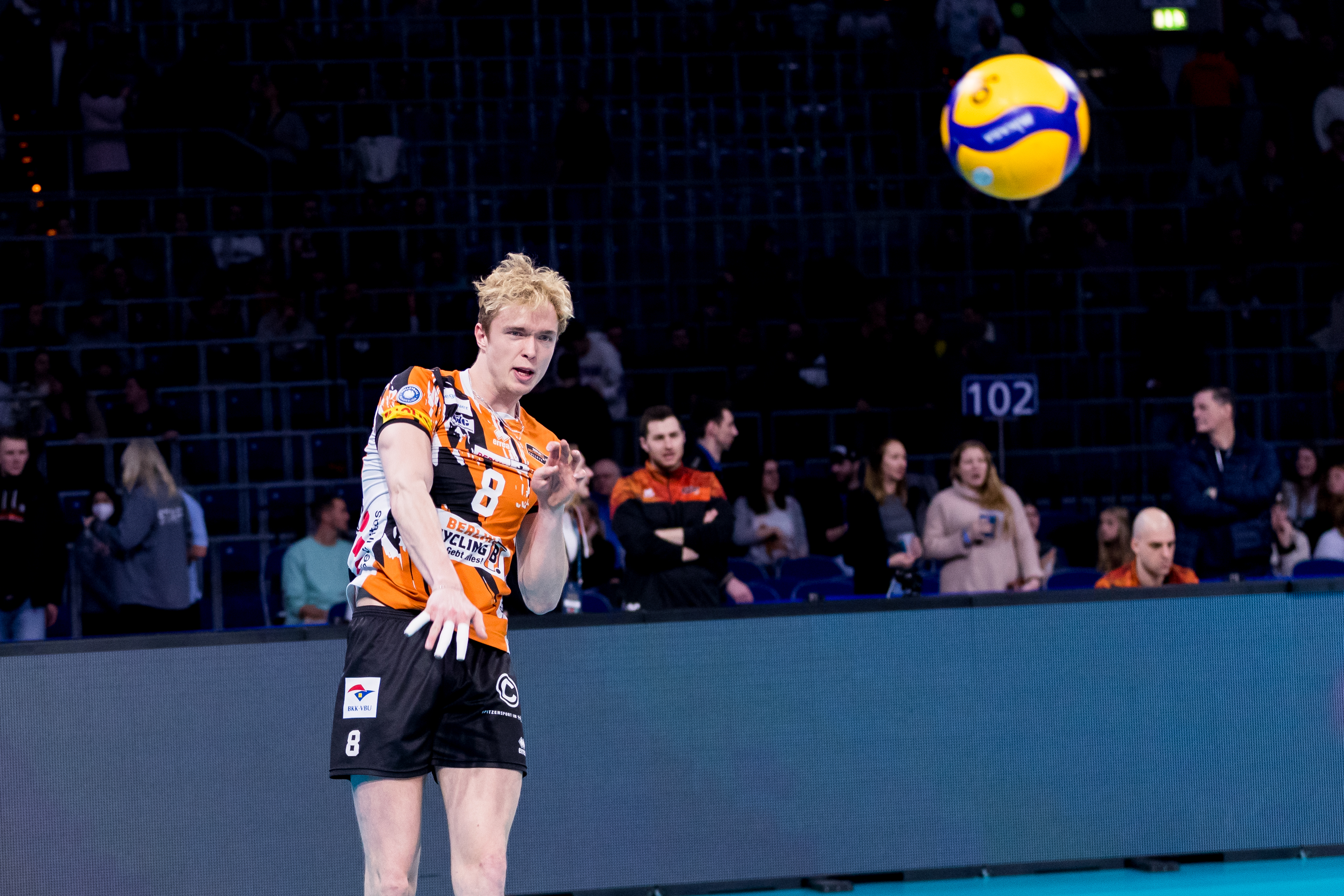
Anton Brehme podczas rozgrzewki przed finałem Pucharu Niemiec 2022/2023

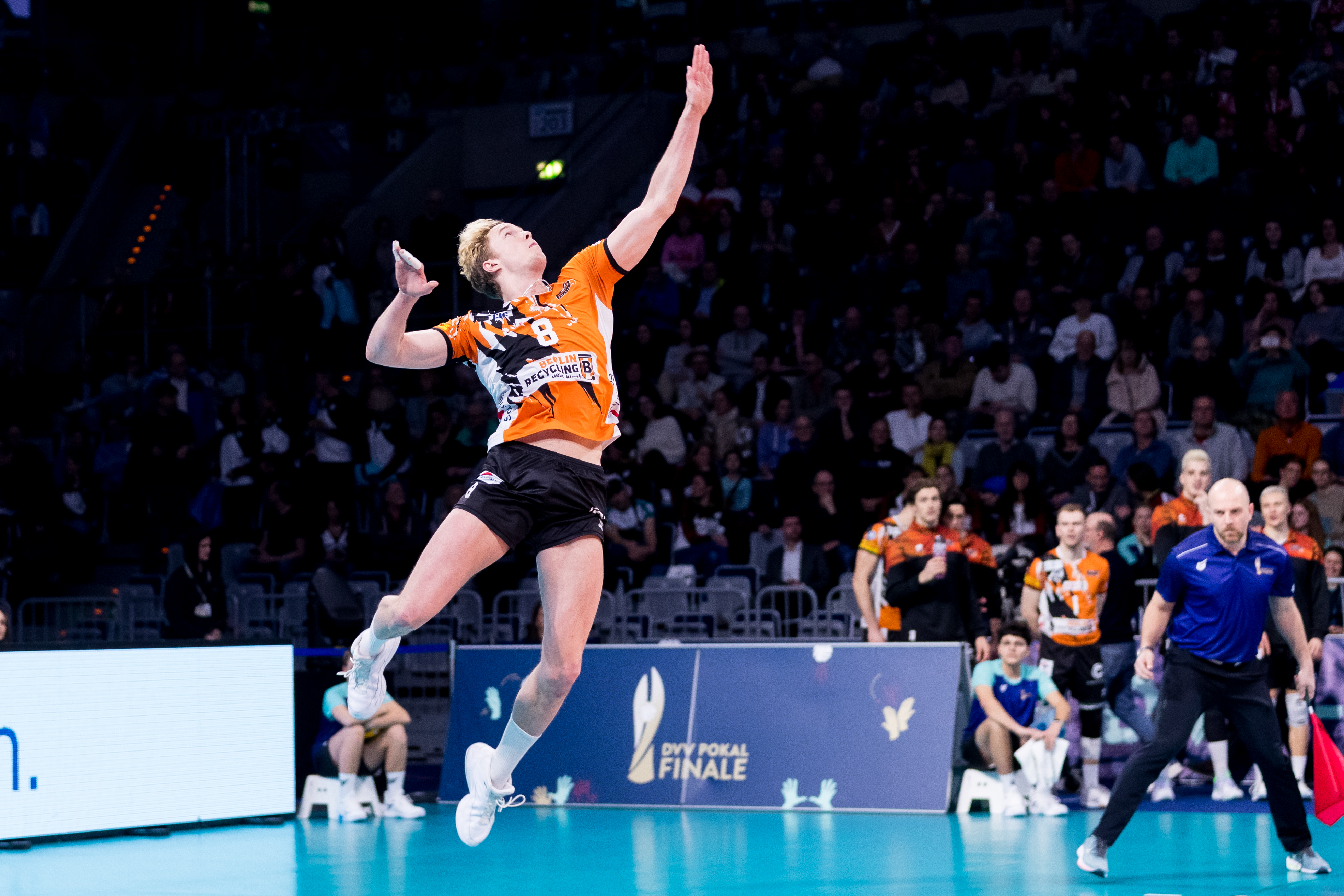
Anton Brehme podczas wykonywania zagrywki w finale Pucharu Niemiec 2022/2023

Anton Brehme (ur. 10 sierpnia 1999 w Lipsku) – niemiecki siatkarz, reprezentant Niemiec, grający na pozycji środkowego. 
Jego ojciec Kay jest cenionym lekarzem.

## Przebieg kariery
| Lata      | Klub                     |
| --------- | ------------------------ |
| 2017–2019 | VC Olympia               |
| 2019–2020 | SVG Lüneburg             |
| 2020–2023 | Berlin Recycling Volleys |
| 2023–2024 | Valsa Group Modena       |
| 2024–     | Jastrzębski Węgiel       |

## Sukcesy klubowe
Superpuchar Niemiec:
- 2020, 2021, 2022[6]

Mistrzostwo Niemiec:
- 2021, 2022[7], 2023[8]

Puchar Niemiec:
- 2023[9]

Puchar Polski:
- 2025[10]

Liga Mistrzów:
- 2025[11]

## Nagrody indywidualne
- 2025: Najlepszy środkowy turnieju finałowego Ligi Mistrzów[12]